# Szaplonczay Mária
Szaplonczay Mária (Nyíregyháza, 2000 –) magyar színésznő.

## Életpályája
A debreceni Ady Endre Gimnázium drámatagozatán érettségizett 2019-ben. 2019-2024 között a Színház- és Filmművészeti Egyetem zenés színész szakán tanult, Novák Eszter és Selmeczi György osztályában. 2024-től az Örkény Színház tagja.

## Színházi szerepei

### Örkény Színház
- Solness (2022) - Hilde Wangel[8]
- Bűn és bűnhődés (2024) - Szonya
- A nyúl füle (2024) - Bárány / Gerle / Ráspoly
- Sokszor nem halunk meg (2025)

### Vígszínház
- Liliomfi (2024) - Mariska[9]
- Pinokkió (2023) - Pulcinella

### Radnóti Színház
- Antigoné (2022) - Antigóné

### Budaörsi Latinovits Színház
- Bűn és bűnhődés (2023) - Szofja Szemjonovna Marmeladova (Szonya), prostituált, Aljona Ivanovna: öregasszony, uzsorás, gyilkosság áldozata, Lizaveta Ivanovna: az uzsorás húga, a gyilkosság másik áldozata, Pulherija Alekszandrovna, Raszkolnyikov anyja